# Lonjica
Lonjica je selo zapadno od Vrbovca. 

## Povijest
Lonjica ili Lojnica ima ime po rijeci Lonji koja se u sačuvanim dokumentima prvi puta spominje 1261. g. Ime potoka Zlonyn iz 1244. g. i šume Zlonin iz 1788. g. odnosi se na međaš između gospoštija Vrbovca i Lonjice, a ne na Lonjicu. 
Godine 1517. feudalni posjed Lonjica, zajedno s posjedima Dulepska, Negovec, Kalinovica i Vrbovec pripada plemkinji Katici Pučić, kćerki Stjepana, koja zbog tih posjeda vodi parnicu sa svojim rođakom Matijom Pučić.
Za turskih ratova stanovnici su se Lonjice razbježali koje-kuda. Oko 1618. – 1623. g. Vuk Gašić doveo je iz Slavonije nove doseljenike. Njih je Juraj Zrinski posebnom ispravom 1618. g. proglasio slobodnjacima i oslobodio ih na 9 godina od svih podavanja, jer su "pustu goru krčili" da je učine plodnom zemljom.
Sličnu su povlasticu dobili i doseljenici u Peskovcu. Novi stanovnici Lonjice i Peskovca poslije isteka 9 godina bili su obvezani svake godine davati vlastelinu od kuće dva dukata i druge daće kako je to rečeno na drugom mjestu. 
Stanovnici su ostali slobodanjaci i služili kao vojnici u gospoštijskoj banderiji gospoštije Vrbovec-Rakovec. 
Godine 1912. osnovana je današnja četverogodišnja osnovna škola.
Početkom devedesetih godina 20. stoljeća doseljavaju Hrvati iz Letnice (Kosovo).

## Stanovništvo
| broj stanovnika | 671   | 615   | 725   | 816   | 842   | 914   | 891   | 911   | 945   | 958   | 911   | 901   | 919   | 878   | 985   | 1020  | 821   |
|                 | 1857. | 1869. | 1880. | 1890. | 1900. | 1910. | 1921. | 1931. | 1948. | 1953. | 1961. | 1971. | 1981. | 1991. | 2001. | 2011. | 2021. |